# Stratos Svarnas
Stratos Svarnas (en griego: Στράτος Σβάρνας; Atenas, 11 de noviembre de 1997) es un futbolista griego que juega en la demarcación de defensa para el Raków Częstochowa de la Ekstraklasa.

## Selección nacional
Tras jugar en la selección de fútbol sub-17 de Grecia, la sub-18, en la sub-19 y en la sub-21, finalmente el 3 de septiembre de 2020 hizo su debut con la selección absoluta en un encuentro de la Liga de las Naciones de la UEFA contra Eslovenia que finalizó con un resultado de empate a cero.

## Clubes
| Club               | País    | Año       | Partidos | Goles |
| ------------------ | ------- | --------- | -------- | ----- |
| AC Triglia Rafinas | Grecia  | 2013-2014 | 12       | 0     |
| AEK Atenas F. C.   | Grecia  | 2014-2016 | 1        | 0     |
| Xanthi F. C.       | Grecia  | 2016-2018 | 25       | 0     |
| AEK Atenas F. C.   | Grecia  | 2018-2022 | 97       | 3     |
| Raków Częstochowa  | Polonia | 2022-     | 98       | 6     |

## Palmarés

### Campeonatos nacionales
| Título               | Club              | País    | Año  |
| -------------------- | ----------------- | ------- | ---- |
| Football League      | AEK Atenas F. C.  | Grecia  | 2015 |
| Copa de Grecia       | AEK Atenas F. C.  | Grecia  | 2016 |
| Supercopa de Polonia | Raków Częstochowa | Polonia | 2022 |
| Ekstraklasa          | Raków Częstochowa | Polonia | 2023 |